# ۲۰۴۸ (بازی ویدئویی)
۲۰۴۸ یک بازی ویدئویی تک‌نفره در سبک معمایی کاشی کشویی، نوشتهٔ توسعه‌دهندهٔ وب ایتالیایی، گابریل سایرولی است که در گیت‌هاب منتشر شد. هدفِ این بازی، لغزاندن کاشی‌های شماره‌دار روی یک شبکهٔ شطرنجی است که بتوان کاشی‌ها را با هم ترکیب کرد تا کاشی با شمارهٔ ۲۰۴۸ ایجاد شود. با این حال، پس از رسیدن به هدف نیز می‌توان به بازی ادامه داد و کاشی‌هایی با اعداد بزرگ‌تر ایجاد کرد. این بازی در ابتدا با جاوااسکریپت و سی‌اس‌اس، در طول تعطیلات آخر هفته نوشته شد و در ۹ مارس ۲۰۱۴، به‌عنوان نرم‌افزار آزاد و متن‌باز تحت پروانهٔ ام‌آی‌تی منتشر شد. به دنبال آن، نسخه‌های آی‌اواس و اندروید نیز در مه ۲۰۱۴ انتشار یافت. 
این بازی قرار بود نسخهٔ بهبودیافتهٔ دو بازی دیگر باشد که کلونیِ بازیِ سه‌تایی در آی‌اواس بودند که یک ماه زودتر منتشر شد. خودِ سایرولی این بازی را از لحاظ مفهومی، شبیه به سه‌تایی توصیف کرد. انتشار ۲۰۴۸ منجر به ظهور بسیاری از بازی‌های مشابه شد که با سیل دگرگونی‌های فلپی برد از سال ۲۰۱۳ یکسان بود.
۲۰۴۸ به‌طور کلی نقدهای مثبتی دریافت کرد و از آن به‌عنوان یک بازی «وایرال» و «اعتیادآور» یاد شد.

## گیم‌پلی

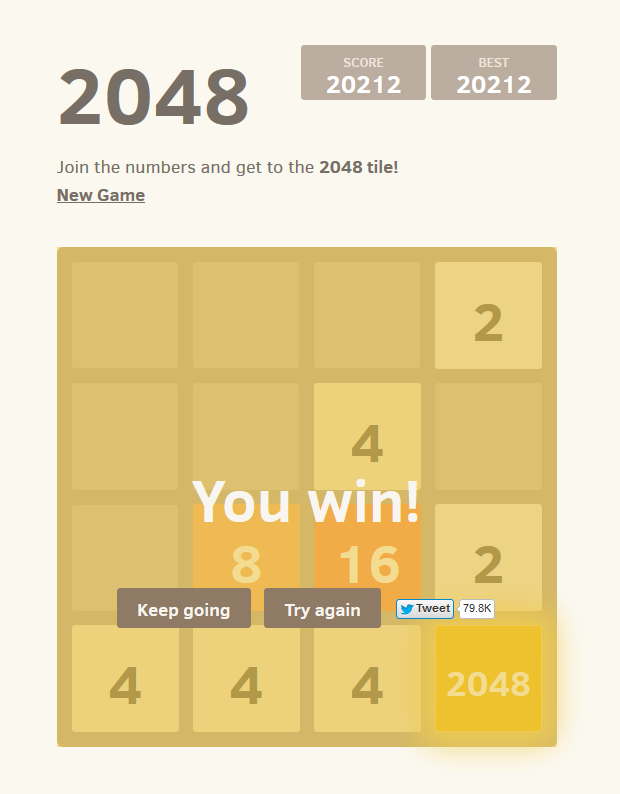
نمایی از تکمیل بازی که کاشی ۲۰۴۸ در پایین و گوشهٔ راست قرار دارد

۲۰۴۸ روی یک شبکهٔ شطرنجی ۴×۴ ساده با کاشی‌های شماره‌دار بازی می‌شود که وقتی بازیکن آن‌ها را با استفاده از چهار کلید جهت‌دار حرکت می‌دهد، می‌لغزند. در هر نوبت، یک کاشی به‌طور تصادفی در نقطه‌ای خالی روی تابلو ظاهر می‌شود که مقدار آن ۲ یا ۴ است. کاشی‌ها تا جایی که ممکن است در جهتِ انتخاب شده می‌لغزند؛ تا زمانی که کاشی دیگر یا لبهٔ شبکهٔ شطرنجی متوقفشان نکند. اگر در حین حرکت، دو کاشی با شمارهٔ یکسان به‌هم بخورند، آن‌گاه در یک کاشی که ارزشش مجموع ارزش دو کاشی برخوردی است، ادغام می‌شود. کاشی به‌دست‌آمده نمی‌تواند در همان حرکت، دوباره با کاشی دیگری ادغام شود. کاشی‌های با امتیاز بالاتر، درخششی ملایم از خود ساطع می‌کنند و بالاترین کاشی ممکن ۱۳۱,۰۷۲ است.
اگر حرکتی باعث شود که سه کاشی متوالی با یک مقدار با هم بلغزند، تنها دو کاشی دورتر در جهت حرکت با هم ترکیب می‌شوند. اگر هر چهار خانه در یک سطر یا ستون با کاشی‌های یکسان پر شده باشد، حرکت موازی با آن سطر یا ستون، دو کاشی اول و دو کاشی آخر را با هم ترکیب می‌کند‌. یک تابلوی امتیاز در بالاترین گوشهٔ راست قرار دارد که امتیاز لحظه‌به‌لحظهٔ کاربر را نشان می‌دهد. امتیاز کاربر در آغاز بازی صفر است و هر زمان که دو کاشی با هم ترکیب شود، به مقدار کاشی جدید افزایش می‌یابد.
بازیکن زمانی برنده می‌شود که یک کاشی با عدد ۲۰۴۸ روی تخته ظاهر شود که علت نام‌گذاری بازی نیز همین کاشی است. بازیکنان پس از رسیدن به کاشی ۲۰۴۸، می‌توانند به بازی (فراتر از کاشی ۲۰۴۸) ادامه دهند تا به امتیازهای بالاتر برسند. بازی زمانی به پایان می‌رسد که بازیکن نتواند هیچ حرکت قانونی (هیچ خانهٔ خالی و کاشی مجاور با همان ارزش وجود نداشته باشد) انجام بدهد.